# خوان سن‌سباستین کابال
 خوان سن‌سباستین کابال (انگلیسی: Juan Sebastián Cabal؛ زادهٔ ۲۵ آوریل ۱۹۸۶) یک تنیس‌باز اهل کلمبیا است.